# Jantar
 Ovo je glavno značenje pojma Jantar. Za naselje u Poljskoj pogledajte Jantar (Poljska).
Jantar (ruski iz latinskog), ćilibar (turski iz perzijskog) u značenju "koji privlači slamu", ili sukcinit (latinski), fosilna je smola crnogoričnog drveća očvrsnula sedimentacijskim procesom. Pripada skupini organskih minerala. 
Mjestimično se nalazi u velikim količinama. Najveća nalazišta su na obalama Baltika, u Rusiji (Kalinjingrad) i Rumunjskoj, Njemačkoj i Burmi. 

## Morfologija i unutrašnja građa
Jantar je amorfan. Tvori gomolje, oblutke, sige i impregnacije. Može sadržavati uklopljene fosile kukaca i biljaka te mjehuriće zraka. Takvi primjerci s inkluzijama vrlo su rijetki, ima ih samo 15%.

## Kemijska i fizikalna svojstva
Ima nestalan kemijski sastav, iako je većim dijelom C12H20O. Tvrdoća mu je 2 - 2,5. Lom mu je školjkast. Ima bijel ogreb te mastan i smolast sjaj. Trljanjem vunenom tkaninom postaje električno negativan. Zbog male gustoće pliva na vodi. Ima izraženu fotoluminiscenciju. Izgara svijetlim plamenom uz ugodan aromatičan miris.
Proziran je ili djelomično proziran, žut kao vosak ili med, narančast, crven ili smeđ. Rijetko je zelen, ljubičast ili crn.

## Primjena

#### U prošlosti
S obzirom na vjerovanja u njegove magične moći, potreba za jantarom javlja se još u prapovijesno doba. Starogrčki naziv za jantar je elektron, a u najstarijim grčkim mitovima navode se osobita svojstva jantara nastalog od suza koje su ronile Helijade nad mrtvim Faetonom. U antici je često povezivan s raznim vjerovanjima, pa se nosio kao amajlija i nakit. Smatralo se da daje hrabrost pa su ga rimski gladijatori nosili u borbama u areni. Stari su ga Rimljani nazivali zlatom sjevera zbog žute boje i nalazišta u sjevernim krajevima. S obala Baltika dopremao se sve do Akvileje (jantarski put). Stari Kinezi izrađivali su vaze od jantara. 

#### Danas
I dan danas služi za ukrašavanje, kao nakit. U industriji se koristi kao izolacijski materijal, te u proizvodnji lakova. 
Imitacije jantara izrađuju se od stakla, plastike i sintetičkih smola; kao imitacija služi i kopal, tvrda smola tropskog drveća.